# Marsanne
Marsanne är en vitvinsdruva som härstammar från norra Rhône. Druvan är ganska känslig, eftersom den är mottaglig för sjukdomar och kräver goda förutsättningar klimatmässigt. Vid för låga temperaturer må den inte mogna korrekt och/eller riskera producera smaklösa viner, och vid för höga temperaturer tenderar vinerna att bli slappa och obalanserade. Dess känslighet gentemot sjukdomar och klimat gör den svår att odla.
Den låga alkoholhalten och de minerala smakerna och aromerna gör det till en populär blandningsdruva. I norra Rhône trakten brukar druvan blandas med ca 15 % Rousanne. Marsanne, särskilt blandat med Rousanne, har en väldigt god potential att åldras väl.

## Smak och aromer
Marsanne framställer vin med säregna minerala och melonsmaker, en utmärkande nötighet och kraftig känsla i munnen.